# Registreringsskyltar i Sverige
Registreringsskyltar används för de flesta fordonstyper i Sverige. Sverige har landskoden S och ett nationellt fordonsregister utan regionsuppdelning. Svenska registreringsskyltar använder i regel formatet "tre bokstäver - tre siffror" men sedan den 16 januari 2019 är regeln ändrad så att även ett annat format, "tre bokstäver - två siffror och en slutbokstav (utom O)", kan användas.

## Placering av skylt
Registreringsskylt måste finnas synlig på samtliga motorfordon registrerade för färd på allmän väg utom moped klass II. Ett fordon skall ha två skyltar synliga, framifrån respektive bakifrån, utom släpfordon, motorcykel och moped klass I (även kallad EU-moped) som endast behöver ha en synlig bakifrån samt snöskoter och traktor som endast behöver ha en synlig framifrån.

## Teckenserier
Vid införandet av de nuvarande registreringsskyltarna, med formatet "tre bokstäver - tre siffror", 1973 utdelades de i alfanumerisk ordning från AAA 001 och fortsatte i nummerordning. Samtliga registrerade fordonsägare fick ett brev där de skulle anmäla samtliga fordon i trafik, varav det första anmälda fordonet fick registreringsnumret AAA 001, det andra AAA 002 och så vidare, dock utom i vissa undantagsfall då slutsiffran fick behållas för att undvika förskjutning av besiktningsperioden. Registreringsnummer från fordon som avregistrerats (exempelvis efter skrotning) delas efter viss tid i karantän, dock minst ett år efter avregistreringsdatumet, ut till nya fordon för att hindra alla över 12 miljoner möjliga registreringsnummer att bli upptagna i förtid.
Den 16 februari 2017 tog regeringen ett beslut som gör det möjligt för Transportstyrelsen att tilldela registreringsnummer av det nya formatet "tre bokstäver - två siffror och en slutbokstav (utom O)", som började användas 16 januari 2019. Beslutet påverkar bara nya fordon som registreras och befintliga registreringsnummer behålls. Samtidigt ändrades förordningen så att bokstaven T inte längre ska anges på taxiskyltar. Beslutet innebär att antalet möjliga registreringsnummer utökas från över 12 miljoner till över 38,6 miljoner.
23 av de 26 grundbokstäverna i latinska alfabetet är användbara: alla utom I, Q och V (såväl som Å, Ä, och Ö som ej heller är grundbokstäver), som anses olämpliga att använda på grund av risk för förväxling med andra bokstäver (men som får användas på personliga registreringsskyltar). De 23 bokstäverna ger totalt 12 167 möjliga kombinationer av tre bokstäver (23³=12 167), varav dock 12 070 är användbara och kombinerat med ett nummer från 001 till 999 (numret 000 är ej användbart) ger totalt 12 057 930 möjliga registreringsnummer. Med det nya format som började användas 2019 är antalet möjliga registreringsnummer dock totalt 38 611 930 st. Nyregistrering av 97 kombinationer av tre bokstäver är otillåtna av något av följande skäl:
1. Det är ett ord eller begrepp som kan användas nedsättande om någon: exempelvis DUM, FUL och LAT.
2. Det är ett ord eller begrepp med sexuell eller annan kroppslig innebörd: exempelvis LEM, NYP, GAY, FAG och RAP.
3. Det är ett ord eller begrepp med drogrelaterad innebörd: exempelvis GHB, LSD och XTC.
4. Det är en förkortning om en viss organisation: exempelvis ETA, KKK och BSS.
5. Ord som är siffror får inte förekomma (ETT, TRE, FEM, SJU).
6. MLB får endast användas på bilar i testtrafik (och reklam).

Från oktober 1999 till årsskiftet 2005/2006 användes generellt endast nya tidigare oanvända bokstavsserier men från 2006 har återigen redan använda serier börjat återanvändas. Serier som börjar med Y började användas i november 2015 och serier som börjar med Z år 2017.
| Bokstav | Först registrerad | Oanvändbara bokstavskombinationer                                           | Bokstavskombinationer otillåtna före revideringen 2010[källa behövs]                |
| ------- | ----------------- | --------------------------------------------------------------------------- | ----------------------------------------------------------------------------------- |
| A       | 1973              | APA, ARG, ASS                                                               |                                                                                     |
| B       | 1973              | BAJ, BSS                                                                    |                                                                                     |
| C       | 1973              | CUC, CUK                                                                    |                                                                                     |
| D       | 1973              | DUM                                                                         | DYR                                                                                 |
| E       | 1973              | ETA, ETT                                                                    |                                                                                     |
| F       | 1973              | FAG, FAN, FEG, FEL, FEM, FES, FET, FNL, FUC, FUK, FUL                       |                                                                                     |
| G       | 1973              | GAM, GAY, GEJ, GEY, GHB, GUD, GYN                                           | GAS, GET, GLO, GOM, GUB, GUC, GUK                                                   |
| H       | 1974              | HAT, HBT, HKH, HOR, HOT                                                     | HAL, HAN, HAO, HAR, HAS, HER, HES, HET, HJO, HMO, HOM, HON, HRA, HUD, HUK, HUS, HUT |
| I       | Ej registrerad    | Inte användbar: Förväxlingsbar med J (handstil/uttal) eller siffran 1.      |                                                                                     |
| J       | 1975              |                                                                             | JUG, JUK, JUO, JUR                                                                  |
| K       | 1977              | KGB, KKK, KUC, KUF, KUG, KUK, KYK                                           | KDS                                                                                 |
| L       | 1982              | LAM, LAT, LEM, LOJ, LSD, LUS                                                | LUZ                                                                                 |
| M       | 1985              | MAD, MAO, MEN, MES, MLB, MUS                                                | MAS, MUT                                                                            |
| N       | 1987              | NAZ, NRP, NSF, NYP                                                          | NEJ, NJA, NOS, NUP, NYS                                                             |
| O       | 1988              | OND, OOO, ORM Inte användbar som slutbokstav: Förväxlingsbar med siffran 0. | ORA, OST, OXE                                                                       |
| P       | 1992              | PAJ, PKK, PLO, PMS, PUB                                                     | PAP, PES, PNS, PRO, PUC, PUK, PYS                                                   |
| Q       | Ej registrerad    | Inte användbar: Förväxlingsbar med O.                                       |                                                                                     |
| R       | 12 oktober 1999   | RAP, RAS, ROM, RPS, RUS                                                     | REA, RUG, RUK                                                                       |
| S       | 29 september 2000 | SEG, SEX, SJU, SOS, SPY, SUG, SUP, SUR                                      | SAB, SAC, SAF, SAP, SAT, SEK, SOP, SSU, SWE, SYF                                    |
| T       | 6 november 2001   | TBC, TOA, TOK, TRE, TYP                                                     | TAJ, TOT                                                                            |
| U       | februari 2003     | UFO, USA                                                                    | UCK, UFF, UPA, USH                                                                  |
| V       | Ej registrerad    | Inte användbar: Förväxlingsbar med U (handstil) eller W (talspråk).         |                                                                                     |
| W       | mars 2004         | WAM, WAR, WWW                                                               | WTC                                                                                 |
| X       | 24 februari 2005  | XTC, XTZ, XXL, XXX                                                          | XUK                                                                                 |
| Y       | november 2015     |                                                                             |                                                                                     |
| Z       | 2017              | ZEX, ZOG, ZPY, ZUG, ZUP, ZOO                                                |                                                                                     |

## Utformning av skylt

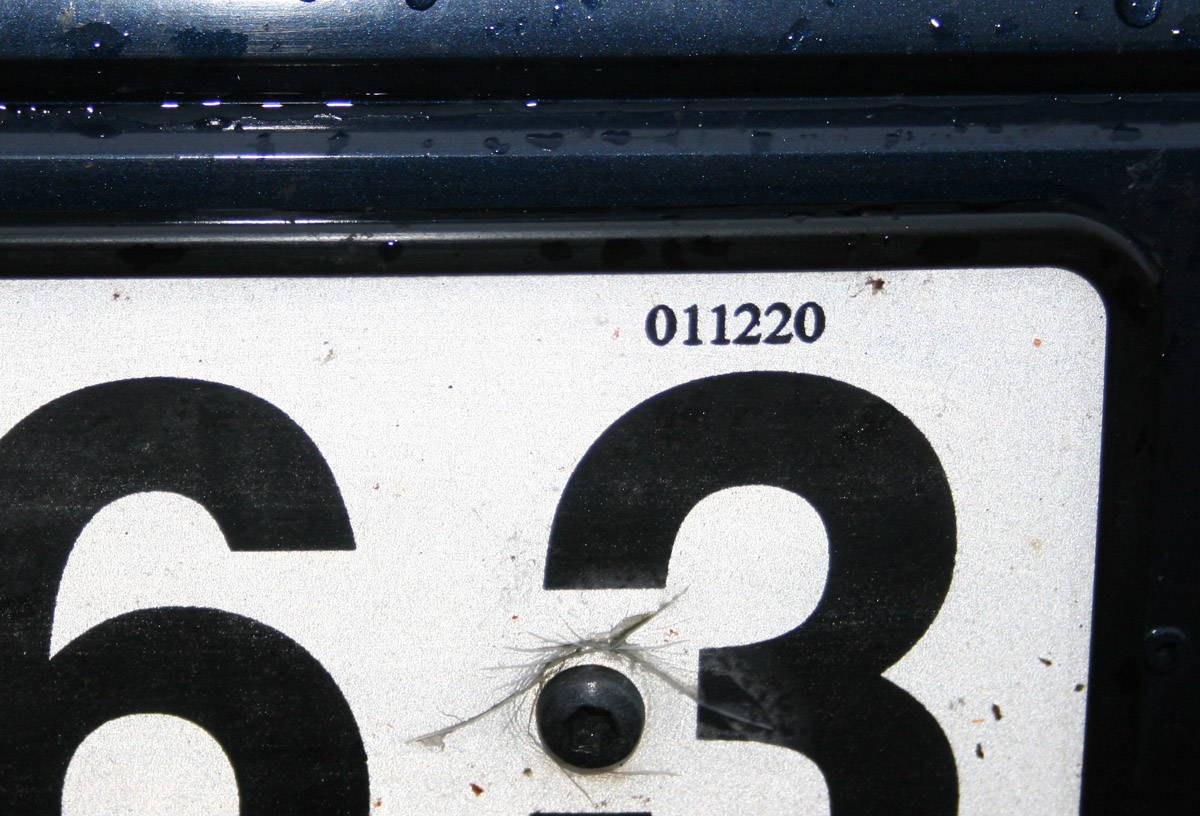
Detalj av en skylt av typen som tillverkades 1994–2001, med datum i övre högra hörnet.

Transportstyrelsen föreskriver registreringsskyltarnas utformning. De finns i enradigt respektive tvåradigt utförande. Tvåradigt utförande används i huvudsak på släpfordon, motorcyklar, EU-mopeder, snöskotrar och traktorer samt på övriga fordon där utrymmet inte tillåter en enradig skylt. Tecknen på en skylt grupperas tre bokstäver, ett mellanrum och tre siffror. För tvåradiga skyltar gäller samma gruppering, men med ett inledande mellanrum även på den övre raden. Ovanför denna plats finns fordonets chassinummer angivet. På skyltar tillverkade efter 1993 ses skyltens tillverkningsdatum längst upp i högra hörnet.
Skyltarnas utformning har förändrats genom åren, men samtliga har haft reflekterande botten och bokstäver, siffror och kant i svart. Den enradiga skylten har haft en längd av 480 mm, ända fram till dess att den så kallade EU-skylten gjorde entré i Sverige den 1 april 2003. Det finns möjlighet att få en mindre skylt som är 300 mm bred om bilen inte har plats för en normal skylt, till exempel en amerikansk bil. EU-skylten är 520 mm lång och längst till vänster har den ett blått område med EU-symbol och nationalitetsbokstaven S. Märkets utformning finns i rådets förordning (EG) nr 2411/98 av den 3 november 1998, som utfärdades efter att vissa medlemsländer på eget initiativ hade infört sådana skyltar. Förordningen föreskriver att skylten gäller som nationalitetsmärke i hela unionen, och fordon med skylten behöver inget särskilt nationalitetsmärke som föreskrivs i Wienkonventionen. Det är dock inte obligatoriskt för EU-länderna att utfärda EU-skyltar, bara obligatoriskt att erkänna dem (inget extra nationalitetsmärke behövs då). Vad gäller EES-området så gäller förordningen även där enligt beslut i EES-kommittén, det vill säga att EU-skyltarna gäller som nationalitetsmärke inom EES-området. Det är oklart huruvida motsvarande skyltar med nationalitetsmärken som eventuellt utfärdas i övriga EES-länder (och övriga europeiska länder) gäller inom EES/EU. Alla nyregistrerade fordon i Sverige förses numera med skyltar med EU-märke.
De nyare skyltarna med EU-märke är till utseendet mycket lika de nyare skyltarna i Litauen och Ungern och kan därför förväxlas. Det finns ingen samordning som förhindrar samma registreringsnummer. Det har därför hänt att framförallt fordon från Litauen har passerat fartkameror eller trängselskattskameror och räkningarna har sedan skickats till svenska bilägare med samma registreringsnummer just för att skyltarna är så pass lika. Innan EU-märken fanns, när vakter var mindre vana vid dessa länders skyltar var felaktiga P-böter vanliga.
- 1973–1983: Aluminiumskylt med såväl registreringsnummer, chassinummer och kant i relief
- 1984–1993: Skylt i plast med registreringsnummer och kant i relief. På de tidiga skyltarna av denna modell släppte den reflekterande bottnen på skyltarna och skylten blev således helt svart. Dessa skyltar byttes ut kostnadsfritt om fordonsägaren anmälde felet. Tillverkare: SMC
- 1994–2001: Ny plastmodell. Helt plan, med fetare bokstäver. Printades elektroniskt istället för att stansas mekaniskt. Tillverkare: Strålfors
- 2002–2013: Aluminiumskylt med registreringsnummer och kant i relief och stansat chassinummer. Sedan april 2003 kunde denna skylt erhållas som EU-skylt, vilket blev det vanligaste på nyregistrerade fordon. Tillverkare: SMC

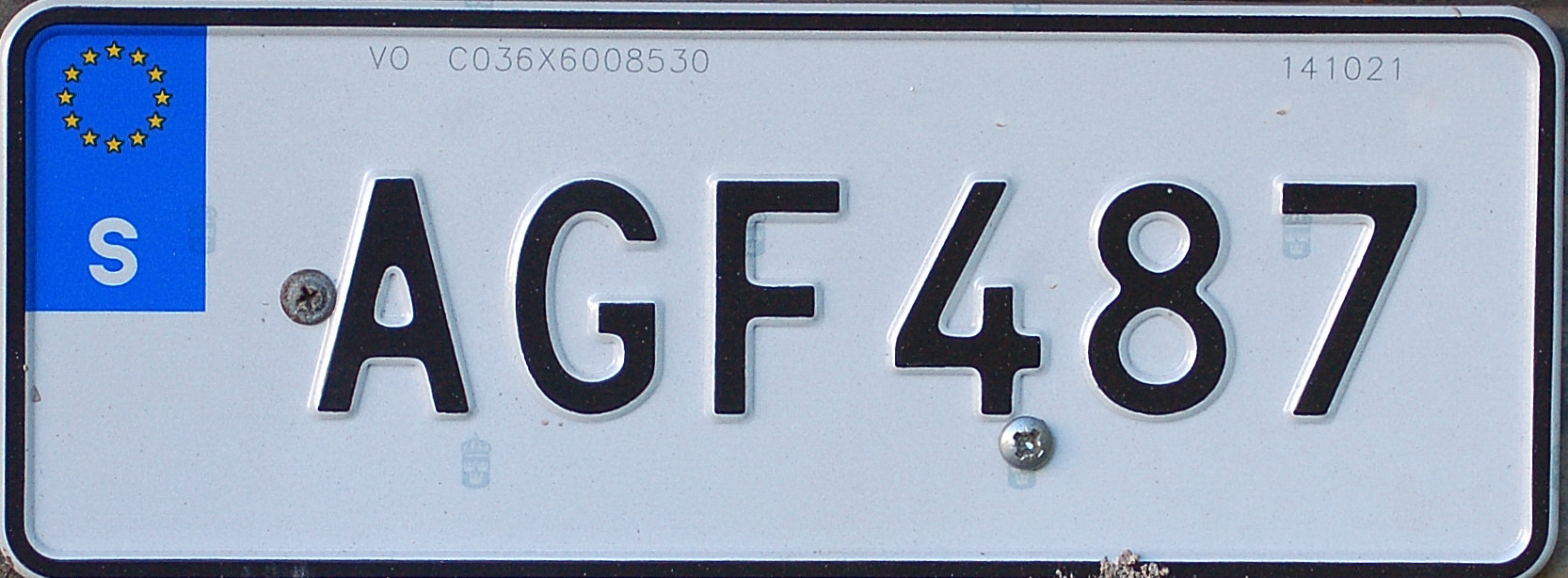
Liten registreringsskylt enligt 2014 års modell

- 2014–: Från och med 1 januari 2014 kom en ny skyltmodell, där huvudskillnaden är att mellanrummet mellan bokstäver och siffror gjorts mycket mindre, i och med att skattemärke inte längre används. Dessa finns enbart som EU-skyltar.[6][7] Motorcykel- och mopedskyltarna minskades något i storlek.

## Varianter

### Skylt på fordon registrerade för taxitrafik

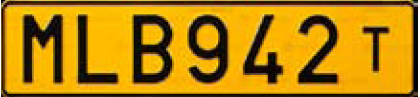
Taxiskylt

Fordon som är registrerade för taxitrafik erhåller en skylt med gul reflekterande botten. Tidigare hade denna skylt även ett något mindre "T" efter registreringsnumret men 2017 beslutades detta att avskaffas. Dessa skyltar saknar mellanrummet mellan sista bokstav och första siffra. Tidigare skulle alla fordon i yrkesmässig trafik ha ett yrkestrafikmärke på vindrutans nedre vänstra del. På detta märke stod det att yrkestrafik är meddelat för TAXITRAFIK. Yrkestrafikmärket avskaffades 1 januari 2010.
Endast taxifordon med taxameter ska ha gula registreringsskyltar. Taxifordon utan taxameter (taxameterdispens) får ej ha gula registreringsskyltar, exempelvis hyrverk och limousiner. Taxametern ska besiktigas årligen och om den underkänts vid besiktning, eller om besiktningstiden utlöpt, kan polisen beslagta de gula taxiskyltarna. Bilen får då framföras med vita ordinarie skyltar, men ej i taxitrafik.

### Skylt för beskickningsfordon

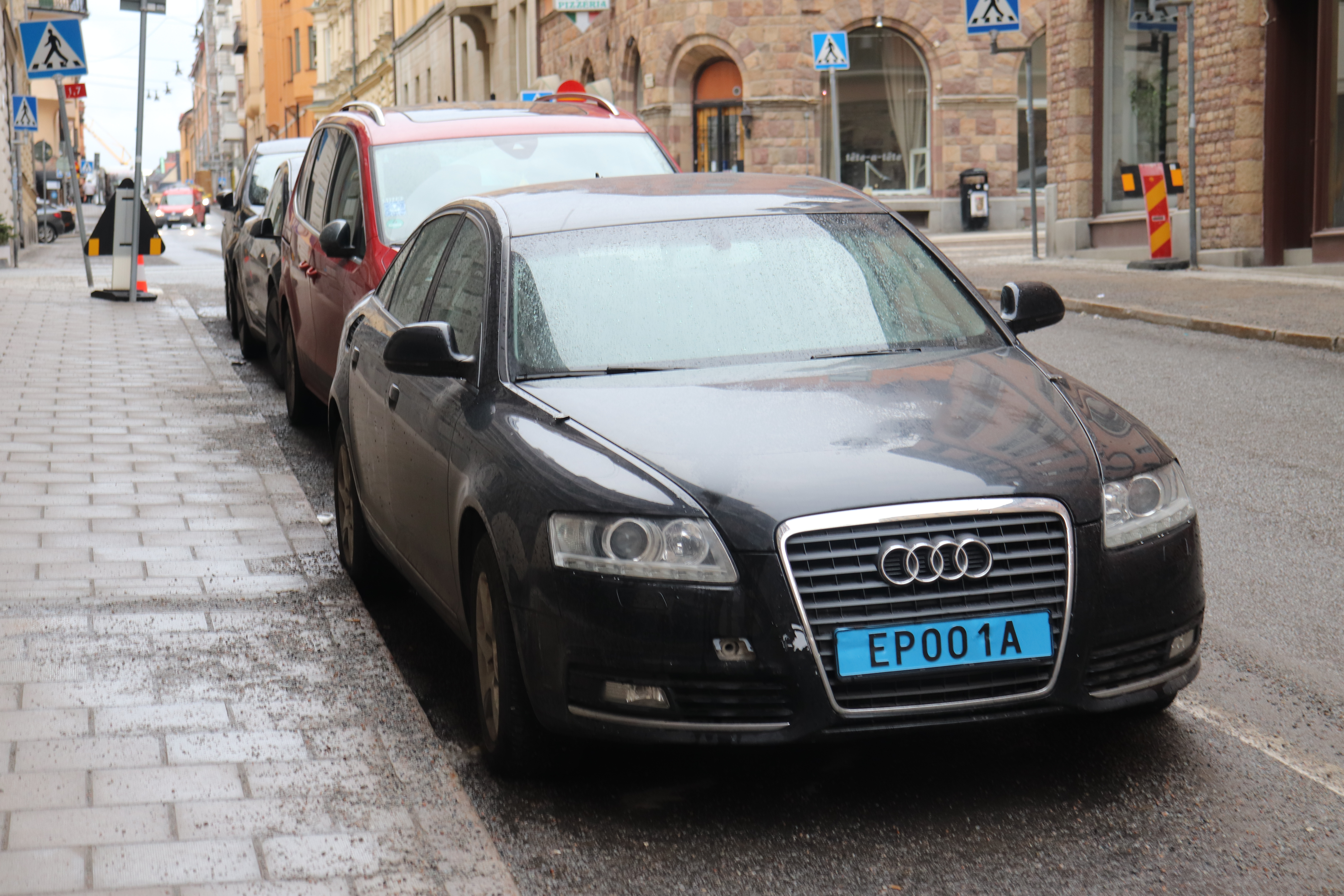
En bil som tillhör Nordmakedoniens ambassad.

Fordon som är registrerade på ett annat lands ambassad (beskickning) erhåller skylt med blå reflekterande botten och ett registreringsnummer med indelningen två bokstäver, tre siffror, en bokstav och slutligen ett mellanrum. De inledande två bokstäverna anger vilken beskickning som fordonet tillhör och den sista vilken diplomatstatus fordonets brukare har. Diplomatfordon har liksom personliga skyltar ett vanligt registreringsnummer som skall finnas angivet på en självhäftande dekal på en av bilens rutor.
Att diplomatskyltar är blå följer internationell standard (som dock inte tillämpas i alla länder). Innan de blå skyltarna infördes, bar diplomatbilar en oval dekal liknande dem med nationalitetsbeteckningar (landskoder) fast med bokstäverna CD (för corps diplomatique) eller CC (för corps consulaire).

#### Kod för diplomatstatus
Koderna för diplomatstatus regleras i bilaga 2 till Transportstyrelsens föreskrifter om registrering av fordon m.m. i vägtrafikregistret och består av följande beteckningar:
- A beskickningschef
- B ambassad
- C diplomat
- D administrativ/teknisk tjänsteman
- E karriärkonsulat
- F karriärkonsul
- G konsulattjänsteman
- H internationell organisation
- I tjänsteman vid internationell organisation

#### Kod för beskickning
Länderna är (fram till DT – Zimbabwe) ordnade i bokstavsordning efter deras namn på franska, vilket förklarar den i svenska ögon ovanliga ordningsföljden. Koderna regleras i bilaga 1 till Transportstyrelsens föreskrifter om registrering av fordon m.m. i vägtrafikregistret.
Kod - Beskickning (ambassad om ej annat anges)
- AA – Sydafrika
- AB – Albanien
- AC – Algeriet
- AD – Tyskland
- AE – Armenien
- AF – USA
- AG – Angola
- AH – Saudiarabien
- AJ – Argentina
- AK – Australien
- AL – Österrike
- AM – Bangladesh
- AN – Belgien
- AP – Bolivia
- AR – Botswana
- AS – Brasilien
- AT – Bulgarien
- AU – Kanada
- AW – Chile
- AX – Kina
- AY – Colombia
- AZ – Sydkorea
- BA – Nordkorea
- BB – Afghanistan
- BC – Kuba
- BD – Danmark
- BE – Dominikanska republiken
- BF – Egypten
- BG – Ecuador
- BH – Spanien
- BJ – Etiopien
- BK – Finland
- BL – Frankrike
- BM – Förenade kungariket (Storbritannien)
- BN – Grekland
- BP – Guatemala
- BR – Kazakstan
- BS – Ungern
- BT – Indien
- BU – Indonesien
- BW – Irak
- BX – Iran
- BY – Irland
- BZ – Island
- CA – Israel
- CB – Italien
- CC – Japan
- CD – Kenya
- CE – Laos[10]
- CF – Libanon
- CG – Libyen
- CH – Malaysia
- CJ – Marocko
- CK – Mexiko
- CL – Moçambique
- CM – Nicaragua
- CN – Nigeria
- CP – Norge
- CR – Qatar
- CS – Pakistan
- CT – Panama
- CU – Nederländerna
- CW – Peru
- CX – Filippinerna
- CY – Polen
- CZ – Portugal
- DA – Rumänien
- DB – Senegal
- DD – Sri Lanka
- DE – Schweiz
- DF – Tanzania
- DG – Tjeckien
- DH – Thailand
- DJ – Tunisien
- DK – Turkiet
- DL – Ryssland
- DM – Uruguay
- DN – Venezuela
- DP – Vietnam
- DR – Serbien
- DS – Zambia
- DT – Zimbabwe
- DU – FN:s flyktingkommissariat (UNHCR)
- DW – Världssjöfartsuniversitet
- DX – Nordiska rådets presidiesekretariat
- DY – Namibia
- DZ – Sudan
- EA – Europeiska rymdorganisationen[11] (ESA)
- EB – Europeiska unionen (EU)
- EC – Burundi
- ED – Estland
- EE – Lettland
- EF – Litauen
- EG – Kroatien
- EH – Slovenien
- EJ – Slovakien
- EK – Bosnien-Hercegovina[10]
- EL – Eritrea
- EM – Ukraina
- EN – Cypern
- EP – Nordmakedonien[10]
- ER – Kuwait
- ES – Honduras
- ET – Rwanda
- EV – International Institute for Democracy and Electoral Assistance (IDEA)
- EX – Kap Verde
- EY – Östersjöstaternas råds sekretariat (CBSS)
- FA – Belarus
- FB – Kongo-Kinshasa
- FC – El Salvador
- FD – Syrien
- FE – GIWA (Global International Waters Assessment)
- FF – Apostoliska nuntiaturen/Heliga Stolen (Vatikanstaten)
- FG – EU-kommissionens representation
- FH – Global Water Partnership Organisation (GWPO)
- FJ – Förenade Arabemiraten
- FK – Moldavien
- FL – Georgien
- FM – Azerbajdzjan
- FN – Nya Zeeland
- FP – Mongoliet
- FS – Kongo-Brazzaville
- FT – Kosovo
- FU – Paraguay
- FW – Palestinska myndighetens representation

### Saluvagnsskylt
Saluvagnsskylten är inte bunden till ett fordon, utan kan användas på alla fordon, dock ej samtidigt, som är registrerade på det företag som innehar saluvagnslicens. En saluvagnsskylt har grön reflekterande botten med tre bokstäver och tre siffror följt av ett gult märke; detta märke anger vilken typ av fordon som skylten avser. Fordon som körs med saluvagnsskylt omfattas av företagets saluvagnsförsäkring och behöver således inte vara skattat eller försäkrat.

### Personlig fordonsskylt

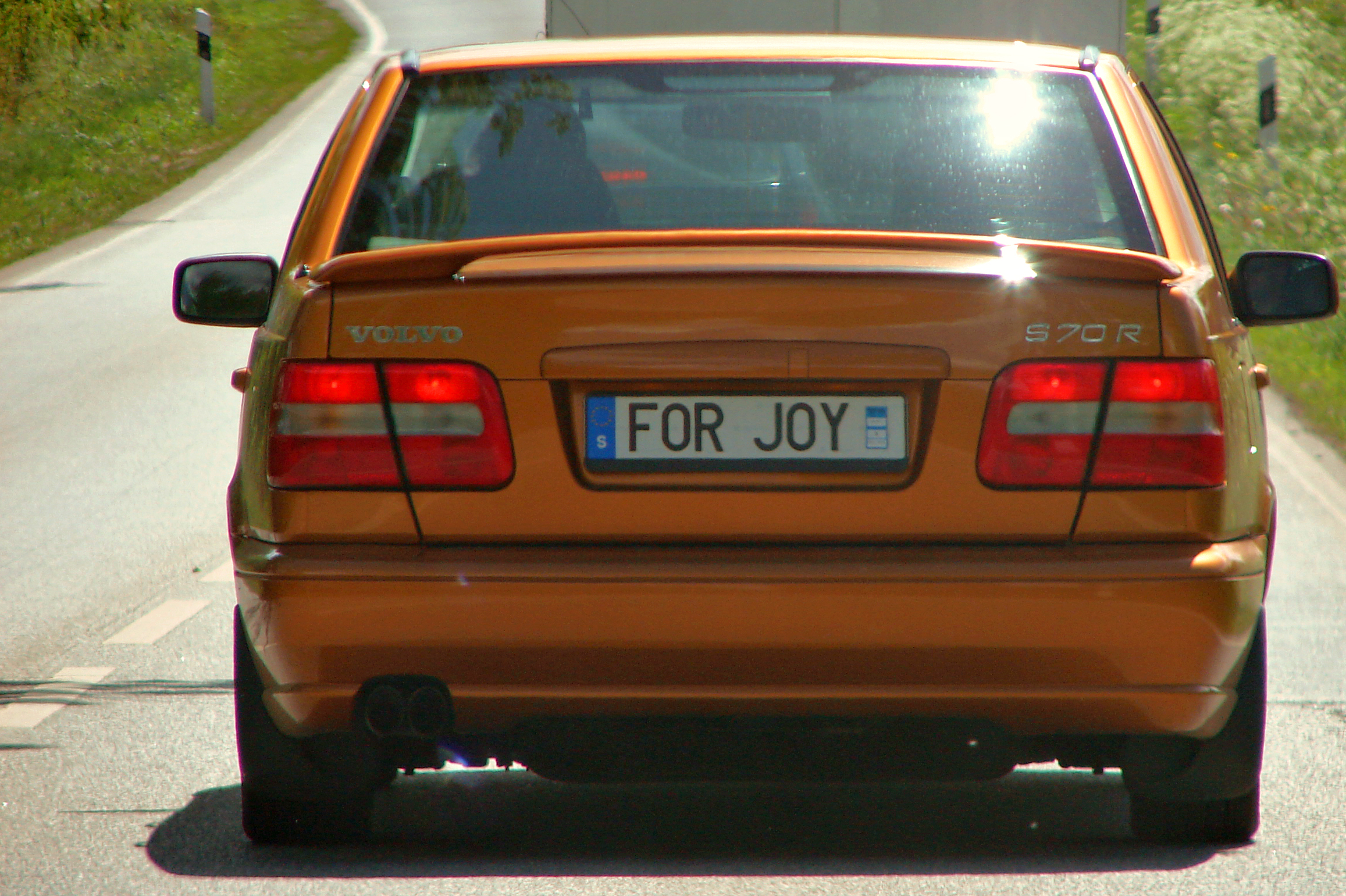
Svensk personlig skylt

Sedan 1988 finns möjligheten att köpa sig en egen uppsättning registreringsskyltar med minst två och maximalt sju tecken. Även de bokstäver i det svenska alfabetet som normalt inte förekommer på registreringsskyltar kan ingå. Personliga fordonsskyltar får inte ha kombinationerna tre bokstäver följt av tre siffror eller två bokstäver, tre siffror, en bokstav. Texter som kopplas till brott eller anses anstötliga accepteras inte. Under 2010-talet skärptes lagen och politiskt kopplade texter såsom TRUMP avslås numera.
Avgiften för personliga fordonsskyltar är 6 200 kronor och skyltarna är bundna till köparen, inte fordonet. Skyltarna kan tas med när ägaren byter fordon, vilket måste godkännas av myndighet. Skyltarna är giltiga i 10 år, och om ägaren efter detta vill förlänga rätten tas en ny avgift ut om 3 700 kr för fem år eller 6 200 kr för tio år. 90% av intäkterna från dessa skyltar går till Skyltfonden, som två gånger om året delar ut pengar till forskning och utveckling inom trafiksäkerhetsområdet.

### Kunglig registreringsskylt

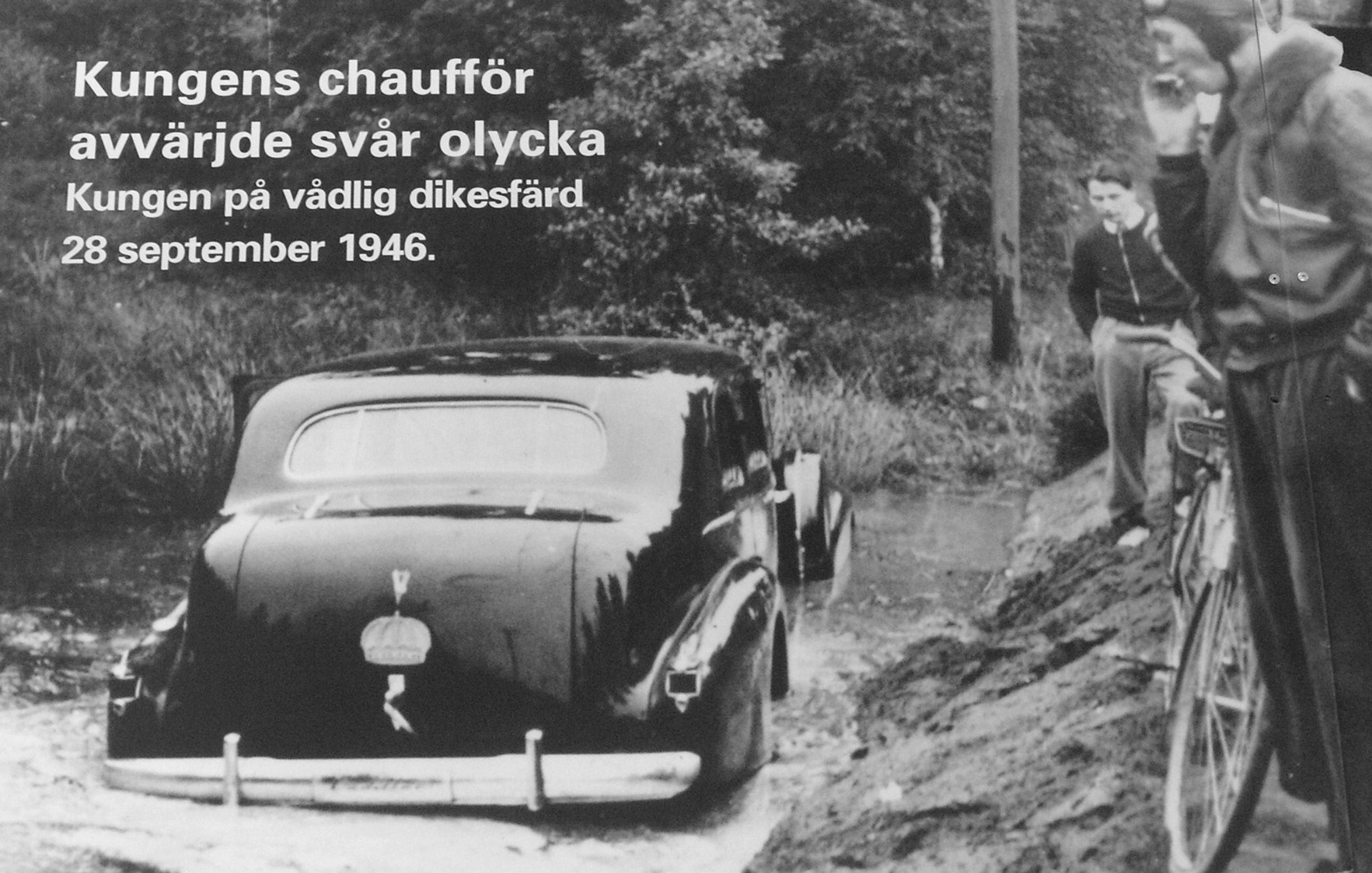
Kungens bil i diket 1946

I samband med vissa kungliga parader, särskilt statsbesök, kan registreringsskylten på den bil kungen eller utländsk statschef ska färdas i, bytas ut mot en med endast en kunglig krona på. Detta används mest vid officiella tillfällen, men användes förr ofta för kungens privata bilturer. När Elizabeth II vid ett statsbesök 1983 hade med sig sin Rolls Royce fick bilen en tillfällig svensk registreringsskylt med HMQ 001 (Her Majesty the Queen).

### Militärskylt

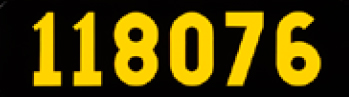
Militärskylt från en terrängbil 11

Svenska Försvarsmaktens fordon har speciella registreringsskyltar som infördes 1941. Innan dess hade militära fordon vanligen civila registreringsskyltar och en tilläggsskylt med tre svarta kronor på vit botten, ett upplägg som fortfarande används för inhyrda och inmönstrade civila fordon. 
Militära skyltar är svarta med gula siffror, i regel fem eller sex, men det förekommer även skyltar med tre eller fyra siffror, främst för motorcyklar och pansarfordon. Försvarets fordon har i regel alltid registreringsskylt, från stridsvagnar ned till snöskotrar och motorredskap avsedda för bogsering. Registreringsnumret benämns även individnummer.
Skyltarna använder normalt samma typsnitt för siffrorna som förekom på civila registreringsskyltar fram till 1973 men från 1990-talet har andra typsnitt använts allt oftare. Äldre skyltar var ibland gjutna men är mer vanligen målade med schablon eller tryckta. Pansarfordon har i regel registreringsnumret målat direkt på fordonet, med eller utan svart bakgrund. Skyltarna saknar kontrollmärken, vilket på militära fordon i förekommande fall i regel sitter i kupén.
Numreringen är inte alltid slumpmässig. Det finns i vissa fall en logik i numreringen av fordonsserier, vilket tydligt kan ses på exempelvis terrängbilsserien 11, 13 och 20, där fordonets två första siffror börjar just med dessa nummer. Skyltar med nummer 1 till 300 var tidigare använda för provfordon och hade en gul ram.
Försvarets fordon är inte registrerade i Transportstyrelsens vägtrafikregister, utan i Militära fordonsregistret (MIFOR) som förs av Försvarets materielverk.

### Tävlingsskylt
Under 2014 införs en ny skylt för tävlingsfordon. Dessa fordon får bara köras på allmän väg i begränsad utsträckning, eftersom de har undantag från vissa regler, såsom kontrollbesiktning och miljökrav. Skyltarna får orange bakgrund.

### Provisorisk skylt
Om ett fordon förlorat en eller båda registreringsskyltarna får fordonet endast köras kortast lämpliga väg till närmsta polisstation. Där efterlyser man de förlorade skyltarna och provisoriska registreringsskyltar utfärdas. Dessa skyltar är av gul plast och registreringsnumret textas med tuschpenna på skyltarna. Dessa skall vara stämplade med polisens stämpel i mitten av skyltarna. Polisanmälan av stölden är en förutsättning för att, efter utredning, slippa ansvar för parkeringsböter och annat som en skylttjuv orsakat.

### Interimsskylt

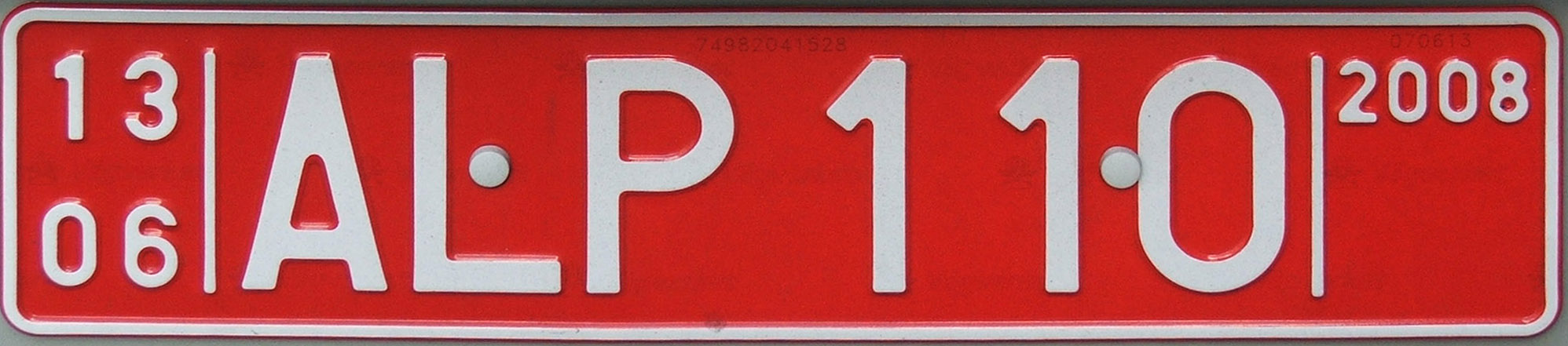
Interimsskylt

Interimsskylt används vid export eller import av fordon. Kallas även tillfällig registrering. Skylten är röd med vit text.

## Utgivande myndighet
I Sverige är det Transportstyrelsen som ger ut registreringsskyltar. Enheten heter Trafikregistret och tillhörde före 2009 Vägverket.

## Historik

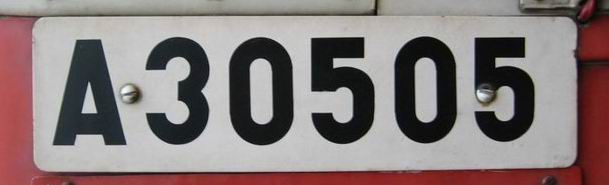
Stockholms stad, före 1973.

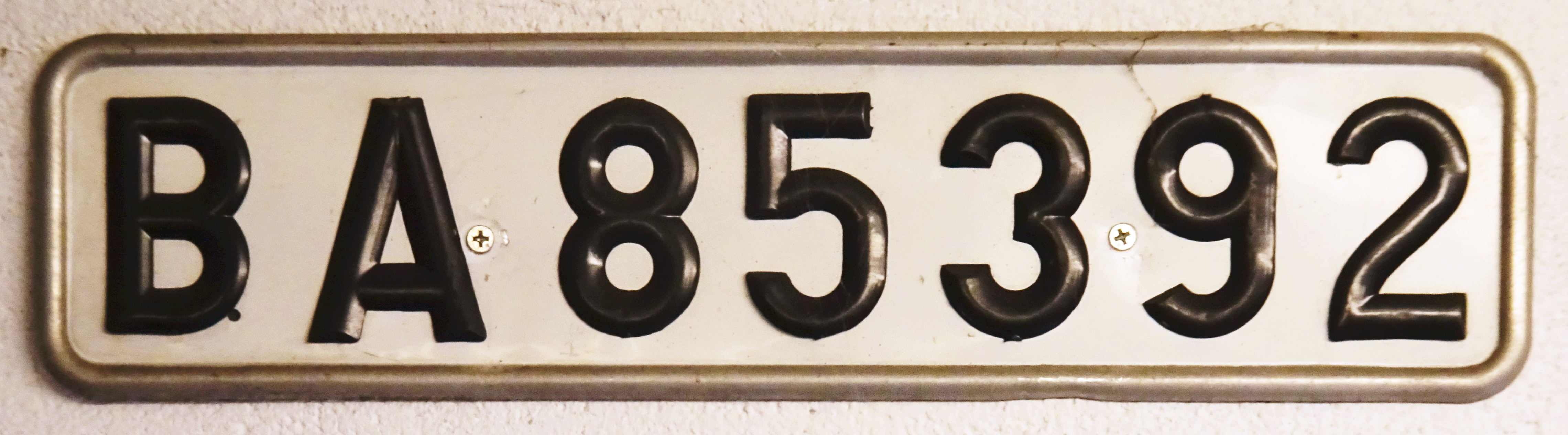
Stockholms län, före 1973.

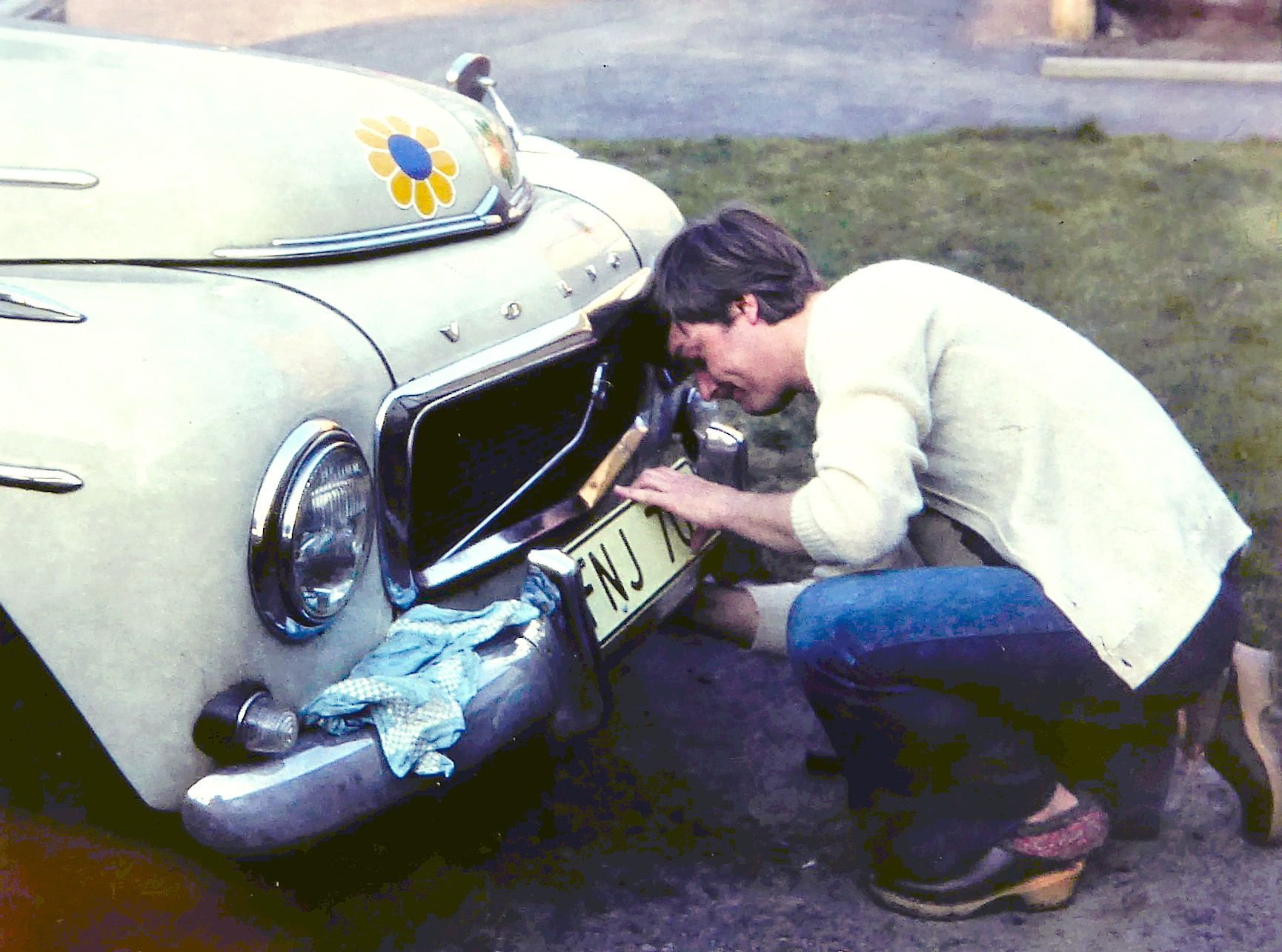
En bilägare byter till ny registreringsskylt, mars 1973.

År 1900 registrerades Sveriges första personbil, den tillhörde Knut Bonnier. Då "Förordningen om automobiltrafik av den 21 sept. 1906" trädde i kraft, skulle en Automobil vara försedd med ett "... särskilt ordningsnummer, hvilket, jämte en gemensam, länet betecknande bokstaf, utgör automobilens igenkänningsmärke". I Stockholm registrerades A 1 på kronprinsen, i Göteborg O 1 på konsul H. Grebst och i Malmö M 1 på byggmästare Frans Andersson. Fram till 1972/1973 bestod svenska registreringsnummer av en länsbokstav för det län där fordonet hör hemma följt av en till fem siffror, med undantag av Stockholms stad som hade A och Stockholms län som hade B (Stockholms stad ingick inte i Stockholms län förrän 1968 utan lydde under Överståthållarämbetet). Om ett län hade fler än 99999 inregistrerade fordon utökades länsbokstaven med ett A och i förekommande fall med ett B. Numret 1 var i många län reserverat för landshövdingens fordon, med undantag för Stockholms stad där A 1 var kungens fordon. Systemet byggde på att varje län höll ett register över samtliga fordon i länet. Skyltarna var vita med svart text. Under lång tid tillverkade bilägarna dem själva genom att köpa en plåt och siffror som fästes på plåten.
Det fanns ytterligare fyra sorters skyltar. Dels interimsskylten som användes tillfälligt för nya bilar och som hade röd bakgrund. Dels saluvagnsskylten, som användes för bilar som stod hos bilfirma och användes vid provkörning och hade grön bakgrund. Båda hade vit länsbokstav och vita siffror. Dels fanns de militära skyltarna med gula siffror utan bokstav och svart bakgrund som finns kvar än idag. Den fjärde skylten var en så kallad turistvagnsskylt som hade röd text mot vit bakgrund .
I och med införandet av ett centralt bilregister avskaffades systemet med länsvisa registreringsskyltar 1 maj 1973 då det nuvarande formatet "tre bokstäver - tre siffror" började användas. Övergången till det nya systemet gjordes länsvis med början i Uppsala län 1972. Alla fordon fick byta skylt. Det var och är fortfarande viss kritik bland veteranfordonsentusiaster som anser att fordonen tappar sitt autentiska utseende. Från och med 1973 infördes ett kontrollmärke som på den bakre skylten skulle klistras i mellanrummet mellan bokstäverna och siffrorna men som avskaffades 2010. Den 16 januari 2019 började registreringsnummer med det nya formatet "tre bokstäver - två siffror och en slutbokstav (utom O)" att tilldelas.

### Länsbeteckningar på registreringsskyltar före 1973
- A, AA, AB - Stockholms stad
- AC - Västerbottens län
- B, BA, BB - Stockholms län
- BD - Norrbottens län
- C - Uppsala län
- D - Södermanlands län
- E, EA - Östergötlands län
- F, FA - Jönköpings län
- G - Kronobergs län
- H - Kalmar län
- I - Gotlands län
- K - Blekinge län
- L, LA - Kristianstads län
- M, MA, MB - Malmöhus län
- N - Hallands län

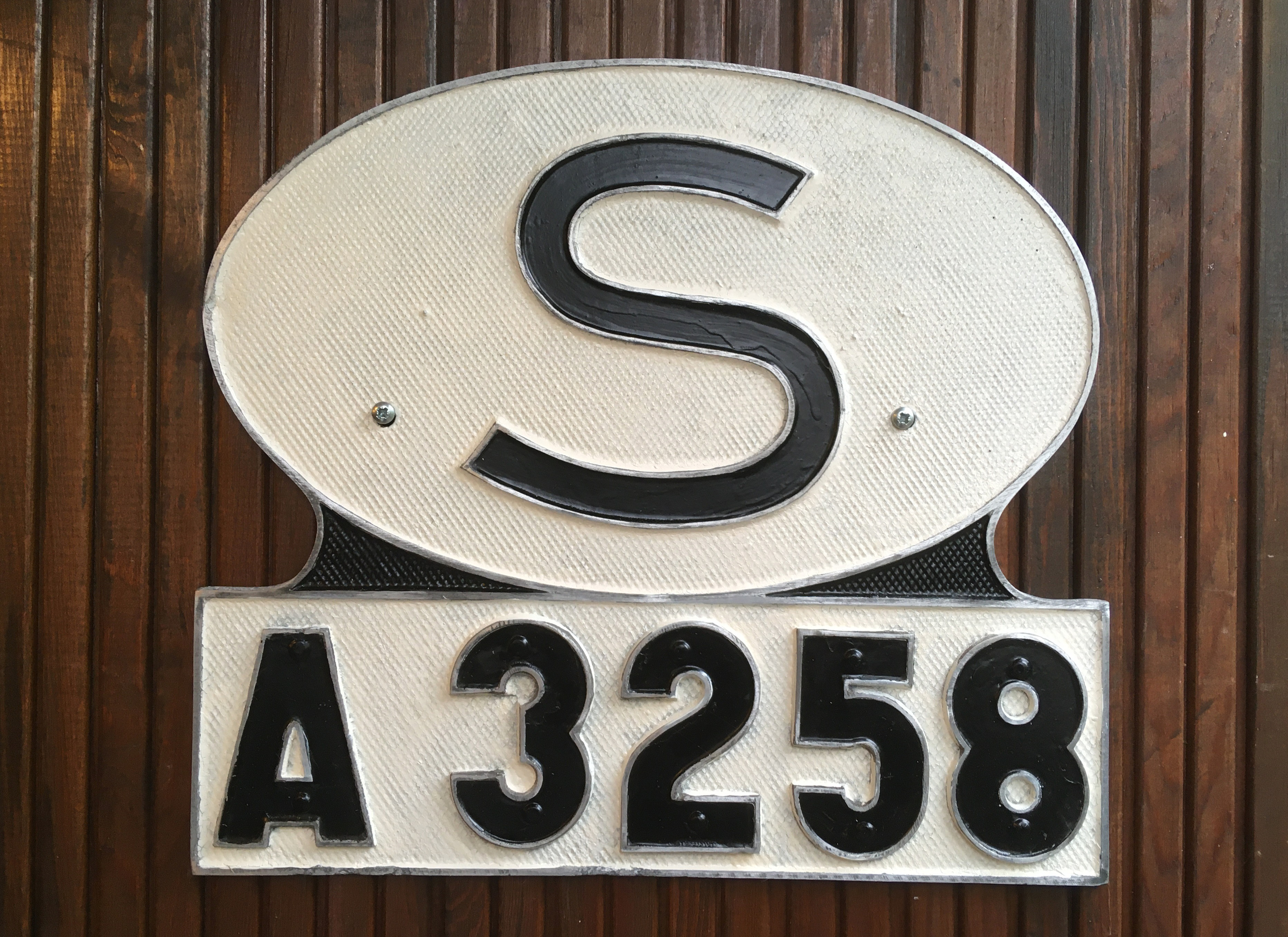
Äldre svensk registreringsskylt med nationalitetsbokstav (S), länsbokstav (A) och ordningsnummer (3258) i ett enda stycke (förutom siffrorna) gjutet aluminium.

- O, OA, OB - Göteborgs och Bohus län
- P, PA - Älvsborgs län
- R - Skaraborgs län
- S, SA - Värmlands län
- T, TA - Örebro län
- U, UA - Västmanlands län
- W, WA - Kopparbergs län
- X, XA - Gävleborgs län
- Y - Västernorrlands län
- Z, ZA - Jämtlands län

- ingen bokstav - militära fordon